# Scapholeberis kingi
Scapholeberis kingi är en kräftdjursart som beskrevs av Georg Ossian Sars 1888. Scapholeberis kingi ingår i släktet Scapholeberis och familjen Daphniidae. Inga underarter finns listade i Catalogue of Life.